# كوفل
كوفل (بالإنجليزية: Kovel)‏ هي، تتبع Kovel City Council ‏، وفولين أوبلاست، وKovelsky Uyezd ‏، وVolhynian Voivodeship (1569–1795) ‏، هي عاصمة Kovel Raion ‏، بلغ عدد سكانها 69195  نسمة، في 2014، تبلغ مساحتها 50 كيلومتر مربع، رمزها البريدي هو 45000.

## المناخ
يظهر الجدول التالي التغييرات المناخية على مدار السنة لكوفل:
| البيانات المناخية لـكوفل | البيانات المناخية لـكوفل | البيانات المناخية لـكوفل | البيانات المناخية لـكوفل | البيانات المناخية لـكوفل | البيانات المناخية لـكوفل | البيانات المناخية لـكوفل | البيانات المناخية لـكوفل | البيانات المناخية لـكوفل | البيانات المناخية لـكوفل | البيانات المناخية لـكوفل | البيانات المناخية لـكوفل | البيانات المناخية لـكوفل | البيانات المناخية لـكوفل |
| الشهر                    | يناير                    | فبراير                   | مارس                     | أبريل                    | مايو                     | يونيو                    | يوليو                    | أغسطس                    | سبتمبر                   | أكتوبر                   | نوفمبر                   | ديسمبر                   | المعدل السنوي            |
| ------------------------ | ------------------------ | ------------------------ | ------------------------ | ------------------------ | ------------------------ | ------------------------ | ------------------------ | ------------------------ | ------------------------ | ------------------------ | ------------------------ | ------------------------ | ------------------------ |
| المتوسط اليومي °م (°ف)   | −4.8 (23.4)              | −3.4 (25.9)              | 1.0 (33.8)               | 7.9 (46.2)               | 13.7 (56.7)              | 16.7 (62.1)              | 18.0 (64.4)              | 17.2 (63.0)              | 13.0 (55.4)              | 7.9 (46.2)               | 2.6 (36.7)               | −1.8 (28.8)              | 7.3 (45.1)               |
| الهطول مم (إنش)          | 33 (1.3)                 | 31 (1.2)                 | 30 (1.2)                 | 39 (1.5)                 | 62 (2.4)                 | 75 (3.0)                 | 81 (3.2)                 | 63 (2.5)                 | 52 (2.0)                 | 37 (1.5)                 | 42 (1.7)                 | 40 (1.6)                 | 585 (23.0)               |
| المصدر: NOAA             |                          |                          |                          |                          |                          |                          |                          |                          |                          |                          |                          |                          |                          |

## مدن توأم
المدن التوأم:
- فالزروده
- بارزينغهاوزن
- تشيلم.

## أعلام
- تاراس رومانكزوك
- أبراهام زابرودر